# Sphaeroniscus bonitanus
Sphaeroniscus bonitanus là một loài chân đều trong họ Scleropactidae. Loài này được Van Name miêu tả khoa học năm 1942.